# Ruines de Larmer Bay
Les ruines de Larmer Bay sont une ancienne plantation et sont situées dans la baie de Larmer, au nord de Tortola, dans les Îles Vierges britanniques. Elles ont été présumées abandonnées lors de l'effondrement économique des Îles Vierges britanniques au milieu du XIXe siècle.

## Historique
Les ruines de Larmer Bay n'ont jamais été étudiées académiquement et il n'y a presque aucune trace historique. Elles constituent vraisemblablement l'une des nombreuses plantations de canne à sucre relativement appauvries qui ont connu des difficultés financières après l'adoption du Sugar Duties Act de 1846 par le Royaume-Uni. Elle a probablement été abandonnée après l'insurrection de 1853.
Elles font partie des plus grandes (sinon les plus grandes) ruines de l'époque des plantations dans les Îles Vierges britanniques. Des restes de cuves en cuivre et de matériel de broyage sont encore visibles sur le site.

## Accès
Les ruines de Larmer Bay sont difficiles d'accès, car aucune route ne mène à la baie et les chemins sont relativement escarpés. La baie n'est pas accessible par la mer en raison des récifs coralliens situés près du rivage et de la forte houle du côté nord. Cependant, une route du lotissement voisin descend à quelques centaines de mètres de la baie et un chemin de terre conduit à la plage, permettant de voir les ruines.